# Бессмертный Аламо
«Бессмертный Аламо» (англ. The Immortal Alamo) — американский немой фильм, вышедший на экраны в 1911 году. Считается первой кинопостановкой событий, окружавших сражение за крепость Аламо, произошедшее в феврале 1836 года.
Фильм был снят режиссёром Уильямом Хэддоком.
На сегодняшний день не сохранилось ни одной копии этой кинокартины, и она считается утраченной.

## Сюжет
В основу фильма легли события 1836 года во время Техасской революции.
В первые годы независимости Мексики многочисленные англо-американские иммигранты поселялись в мексиканском Техасе, бывшим частью штата Коауила-и-Техас. В 1835 году они подняли мятеж против мексиканского правительства президента Санта-Анны. Техасских поселенцев поддержали добровольцы из США. Санта-Анна лично возглавил мексиканскую армию для подавления восстания. Многочисленное войско пересекло реку Рио-Гранде, разделявшую Техас и Мексику, и подступило к административному центру мятежной республики — Сан-Антонио-де-Бехару, где в крепости Аламо укрепился небольшой гарнизон защитников.
В историю эти действия вошли как Техасская революция. А битва за форт Аламо стала символом этого противостояния.

## В ролях
- Фрэнсис Форд — Наварре
- Эдит Сторей — Люси Дикенсон
- Уильям Клиффорд — Уильям Тревис
- Уильям Кеоролл — Лейтенант Дикенсон
- Гастон Мельес — Падре